# Die Schneekönigin (2002)
Die Schneekönigin (Originaltitel: Snow Queen) ist ein US-amerikanischer Film aus dem Jahr 2002, der für das Fernsehen produziert wurde. Die Märchenverfilmung basiert auf dem gleichnamigen Märchen Die Schneekönigin von Hans Christian Andersen.

## Handlung
In einem Dorf in den Bergen lebt die kleine Gerda mit ihren Eltern. Eines Tages wird ihre Mutter durch den Winter, den „Schoßhund der Schneekönigin“ getötet. Daraufhin verfällt ihr Vater in tiefe Trauer und Gerda muss die Rolle als Hausfrau übernehmen.
Jahre später kommt der junge Kai als Page in das Hotel, das Gerdas Vater gehört. Die beiden verlieben sich ineinander, was Gerdas Vater nicht gerne sieht. Als eines Tages jedoch ein Eissplitter in Kais Auge fliegt, wird sein Herz zu Eis und er ist nicht mehr wiederzuerkennen. Da steigt eine geheimnisvolle Unbekannte im Hotel ab, die Kai mit sich nehmen will. Er weigert sich zunächst. Doch durch den Kuss der Fremden hypnotisiert, folgt er ihr schließlich und lässt Gerda allein.
Im Schloss der Königin soll Kai einen Spiegel zusammensetzen, der der Königin zerbrochen ist.
Währenddessen springt Gerda, verzweifelt über Kais Verschwinden, in den Fluss. Als sie die Augen wieder öffnet, erwacht sie im Garten der fröhlichen Frau Frühling, die sich mütterlich um Gerda kümmert und ihr so ermöglicht, ihre Kindheit (den „Frühling ihres Lebens“) nachzuholen. Allerdings hält sie das Mädchen mit einem Zauber bei sich fest, um sie davon abzuhalten, weiter nach Kai zu suchen. Schließlich gelingt Gerda aber doch die Flucht, nachdem sie von den Rosen im Garten erfahren hat, dass sich Kai im Reich der Schneekönigin aufhält. Der letzte Rat, den der Frühling ihr gibt, lautet: „Vergiss nie, welche Macht ein einziger Kuss hat!“
Bei ihrer Reise durch den Wald trifft Gerda auf einen kleinen Zauberer. Durch ihn gelangt sie zum Palast der Sommerprinzessin. Diese verspricht Gerda, ihr eine Karte zum Schloss der Schneekönigin zu geben. Als Tausch dafür verspricht das Mädchen, an einem Ball teilzunehmen. Auf diesem jedoch will die Sommerprinzessin das Mädchen verkuppeln, um sie Kai vergessen zu lassen. Gerda bleibt aber standhaft, ihr sind alle anderen Männer egal. Sie flieht mit Hilfe des Zauberers aus dem Palast, die Karte zum Reich der Schneekönigin in der Hand.
Dabei läuft sie einer Räuberbande in die Arme, angeführt von Frau Herbst. Nur dem Einschreiten von deren Tochter ist es zu verdanken, dass sie nicht sofort ermordet wird. Diese will sie als ihr „Spielzeug“ behalten. Als Gerda fortzulaufen versucht, wird sie erwischt und in ein Erdloch gesperrt. Durch die Kerkerwand nimmt sie Kontakt mit einem sprechenden Rentier auf. Sie durchbricht die Wand zu seiner Zelle. Zusammen überwältigen die beiden das Räubermädchen und brechen zum Schloss der Schneekönigin auf.
Inzwischen hat Kai den Spiegel fast fertig gepuzzelt. Nur ein Teilchen fehlt noch. Doch wo ist es? Der Eisbär, der ihn bewacht, erzählt ihm die Geschichte des Spiegels, die durch den Wind auch bis an Gerdas Ohren getragen wird:
Der Spiegel zeigte einst alles Gute dessen, der in ihn sieht. Als die vier Jahreszeiten in den Spiegel sahen, strahlte der Frühling strahlende Wärme aus, ebenso der Sommer und der Herbst. Als dann der Winter, die Schneekönigin, hineinsah, war dort nur Eis und Kälte. Zusätzlich war er mit einem Zauber belegt: Er erfüllte die Schneekönigin mit dem Wunsch, dass ihre Jahreszeit, der Winter, die einzige auf Erden würde. Daraufhin nahm sie den Spiegel in ihren Besitz und wollte ihn zum Himmel tragen. Als er dort zerbrach, verteilten sich alle Teile in der Welt, ein kleines Spiegelstück ist in Kais Auge. Dieses ist das fehlende Teilchen. Um es zu erreichen, muss Kai einen weiteren Kuss von der Königin empfangen, der ihn aber gleichzeitig umbringen wird.
Endlich ist Gerda am Schloss der Schneekönigin angekommen. Glücklich schließt sie Kai in die Arme, der sie aber nicht erkennt. Sie erinnert ihn an ihre gemeinsame Zeit: Das bricht den Bann. Die beiden wollen gehen, da schreitet die Königin ein. Sie droht, Gerda umzubringen, wenn Kai ihr nicht den letzten Splitter gibt. Dieser willigt ein. Von ihrem Kuss berührt, fällt er leblos zu Boden. Bevor die Schneekönigin ihren Plan vollenden kann, stellt sich Gerda ihr zum finalen Kampf. Das Mädchen wird in die Ecke gedrängt. Ihre Gegnerin wähnt sich als Siegerin. Da entgegnet ihr Gerda: „Du bist nicht die Schneekönigin. Du bist nur der Winter. Und der Winter vergeht!“ Mit diesen Worten presst sie ihr eine Brosche aufs Herz, die einst ihrer Mutter gehört hat und in der deren ganze Liebe steckt. Dadurch wird der Zauber der Schneekönigin gebrochen; sie liegt wehrlos am Boden. Gerda läuft zu Kai und gesteht ihm: „Ich liebe dich.“ In dem Moment erwacht der Junge aus seiner Bewusstlosigkeit. Die beiden kehren in das Hotel zurück, das Gerdas Vater inzwischen aus Trauer über den Verlust seiner Tochter geschlossen hat. Als er die beiden wohlbehalten wieder sieht, schließt er sie in seine Arme und heißt Kai als Schwiegersohn willkommen.

## Kritiken
Die Kritiker der Fernsehzeitschrift TV Spielfilm beurteilten den Film gemischt, zeigten einen Daumen zur Seite und meinten: „Mit dem Charme der russischen Verfilmung von 1966 kann diese krampfhaft aufgepeppte US-Version nicht mithalten. Einzige Pluspunkte: Der Look ist gut, und Bridget Fonda überzeugt in der Titelrolle.“ Das Fazit lautete: „Dialogschwach, aber mit tollem Look“
Bei Filmreporter.de befand man: „In der Verfilmung entwickeln Gerda und Kai zweifellos romantische Gefühle füreinander – während die beiden in Andersens Version beste Freunde sind. Der Plot des Films ist zudem deutlich stromlinienförmiger als im Märchen. Die komplexen Figuren Andersens werden zu Märchenstereotypen, einzig der Handlungskern ist noch vorhanden.“ „Filmisch gibt es neben der ein oder anderen misslungenen Kameraeinstellung ohnehin wenig auszusetzen. Die Landschaftsaufnahmen sind stimmig. Die Innenkulissen sind zwar nicht sonderlich aufregend, jedoch gut genug gestaltet, um das Setting glaubhaft zu machen.“

## Auszeichnungen
Der Film wurde im Jahr 2003 als Bester Fernsehfilm für den Saturn Award nominiert. Gregory Middleton erhielt 2003 den Canadian Society of Cinematographers Award. Chelsea Hobbs, der Ton und der Tonschnitt wurden 2003 für den kanadischen Leo Award nominiert.